# Ole Schröder
Ole Schröder, né le 27 août 1971 à Hambourg, est un homme politique allemand qui appartient à l'Union chrétienne-démocrate d'Allemagne (CDU). Il est actuellement secrétaire d'État parlementaire du ministère fédéral de l'Intérieur.

## Éléments personnels

### Formation et carrière
En 1991, il obtient son Abitur à Halstenbek, puis effectue son service militaire dans la Luftwaffe pendant un an. Il étudie ensuite le droit à l'université de Hambourg et se spécialise dans le droit électoral local. Il termine son cursus en 1997 en passant son premier diplôme juridique d'État.
L'année suivante, il part en Afrique du Sud étudier le droit économique international à l'université de Stellenbosch, et décroche un master of laws en 1999. En 2000, il obtient un doctorat à l'université de Hambourg, puis décroche en 2002 son second diplôme juridique d'État. Il devient alors avocat.

### Vie privée
Il est marié à Kristina Schröder, de six ans sa cadette, et père de deux filles.

## Vie politique

### Comme membre de la CDU
En 1989, il adhère à l'Union chrétienne-démocrate d'Allemagne (CDU), et prend la présidence de la Junge Union (JU), organisation de jeunesse de la CDU/CSU, dans le quartier de Rellingen, à Pinneberg, pendant deux ans. Ole Schröder est élu vice-président de la CDU dans l'arrondissement de Pinneberg en 2000, puis intègre le comité directeur du parti dans le Schleswig-Holstein en 2002. Il est porté à la présidence de la fédération du parti dans l'arrondissement de Pinneberg trois ans plus tard.

### Au niveau institutionnel
Il est élu député fédéral au Bundestag pour la première fois lors des élections fédérales du 22 septembre 2002. En mai 2005, il devient vice-président du groupe des députés CDU élus dans le Schleswig-Holstein au sein du groupe CDU/CSU au Bundestag. Il le préside depuis septembre 2007.
À la suite des élections législatives du 27 septembre 2009 et à l'arrivée au pouvoir d'une coalition noire-jaune, Ole Schröder a été nommé secrétaire d'État parlementaire du ministère fédéral de l'Intérieur sous la direction de Thomas de Maizière.